# Wilk syberyjski
Wilk syberyjski (Canis lupus albus) – podgatunek wilka szarego, drapieżnego ssaka z rodziny psowatych (Canidae), występującego w północnej Rosji (tundra).
Dzięki grubej sierści potrafi wytrzymać duże mrozy panujące w strefie tundry.